# 帕翁
帕翁（Pavón），为阿根廷圣菲省的一个城镇，距离省会圣菲市303公里，距离罗萨里奥43公里。帕瓮靠近阿根廷9号国道。1861年，阿根廷内战的重要战役帕翁战役发生于此地。